# Trest smrti na Madagaskaru
Trest smrti na Madagaskaru byl zrušen v roce 2015. Poslední poprava byla na Madagaskaru vykonána v roce 1958 a tak byla země ještě před zrušením trestu smrti považována Amnesty International za abolicionistu v praxi. Dne 24. září 2012 Madagaskar podepsal Druhý opční protokol Mezinárodního paktu o občanských a politických právech. Ratifikoval jej 21. září 2017.